# Alberto Sordi
Alberto Sordi (Róma, 1920. június 15. – Róma, 2003. február 25.) Golden Globe-díjas olasz színész, énekes. Hazájában a 20. század egyik legnépszerűbb színésze volt. Rendezett is, és ő volt Oliver Hardy olasz szinkronhangja a Stan és Pan filmekben.

## Élete
Rómában látta meg a napvilágot Pietro Sordi zenetanár és Maria Righetti tanítónő gyermekeként. Milánóban beiratkozott a színiakadémiára, de római tájszólása miatt hamarosan eltanácsolták. A sors furcsa fintora, hogy később pont ez az akcentus vált védjegyévé.
Karrierje hét évtizedet ölel át. Ezen időszak alatt komikus és drámai szerepeivel az olasz mozi ikonjává vált. Filmkarrierje az ezerkilencszázharmincas évek végén indult epizód- és második vonalbeli szerepekkel háborús filmekben.
A második világháborút követően szinkronszínészként dolgozott a Stan és Pan filmek olasz változatában Oliver Hardy hangjaként. Korai szerepeiből említésre méltó Federico Fellini a Fehér sejk – Lo sceicco bianco (1952), valamint a A bikaborjak – I vitelloni (1953). A semmirekellő fiatalokról szóló filmben egy gyenge, puhány, éretlen léhűtőt alakít. Szerelmet kereső magányos férfi szerepét játszotta Az agglegény (Lo scapolo) című filmben, Sandra Milo mellett. 1959-ben Mario Monicelli A nagy háború című munkájában tűnt fel, amelyet a kritikusok és filmtörténészek az egyik legjobb olasz komédiának tartanak. Képességeit a hollywoodi filmvilág is elismerte, amikor 1963-ban színészi alakítását az Il diavolo című filmben Golden Globe-díjjal jutalmazták. Sordi az angol David Niven mellett szerepelt a második világháborús The Best Enemy című komédiában, majd 1965-ben egy másik nagyra értékelt vígjátékban, a Komplexusokban.
Drámai színészként is sikereket aratott. Az egyik legemlékezetesebb alakítását az Egy átlagos kisember (Un borghese piccolo piccolo) c. filmben nyújtotta, amelyben egy fiát elvesztő tökéletes elégtételt kereső apát alakít.
1984-ben a rendezője és társ-forgatókönyvírója volt a Tutti dentro (Mindenkit börtönbe) c. filmnek, amelyben egy olyan bírót alakít, akinek bizonyítékai vannak korrupt miniszterek és üzletemberek ellen.
Sordi négy hónappal a 83. születésnapja előtt, szívrohamban halt meg. Temetésén több millió ember rótta le a végtisztességet. Az új évezredben ez volt Róma második legnagyobb temetése, csak II. János Pál pápáé múlta felül, aki két évvel később hunyt el (egyidősek voltak).

## Filmjei
- Tarakanova hercegnő (1938)
- Giarabub (1942)
- A Za Bum cirkusz (1944)
- Giovanni Episcopó bűne (1947)
- Róma napja alatt (1947)
- A fehér sejk (1952)
- Egy nap a bíróságon (1953)
- A bikaborjak (1953)
- Két éjszaka Kleopátrával (1953)
- Il seduttore (1954)
- Un Americano a Roma (1954)
- Vénusz jegyében (1955)
- Lo scapolo (1955)
- Napjaink hőse (1955)
- Fegyházban történt (1955)
- Róma szépe (1955)
- Fiam, Néró (1956)
- Négy lépés a fellegekben (1956)
- Búcsú a fegyverektől (1957)
- Az orvos és a sarlatán (1957)
- A férfi is tolvaj, a nő is tolvaj (1958)
- Nyári történetek (1958)
- Velence, a hold és te (1958)
- A nagy háború (1959)
- Mindenki haza (1960)
- Az utolsó ítélet (1961)
- A siker ára (1961)
- A rendőrfelügyelő (1962)
- A maffia parancsára (1962)
- Szemet szemért (1963)
- A repülő csészealj (1964)
- Az én kis feleségem (1964)
- Olasz furcsaságok (1965)
- Azok a csodálatos férfiak a repülő masináikban (1965)
- Made in Italy (1965)
- Tiltott kísértések (1965)
- London füstje (1966) (rendező)
- Tündéri nők (1966)
- Bocsánat, Ön mellette vagy ellene van? (1966) (rendező is)
- Egy olasz Amerikában (1967) (rendező is)
- Boszorkányok (1967)
- Sikerül-e hőseinknek megtalálniuk Afrikában titokzatosan eltűnt barátjukat? (1968)
- Szerelmem, segíts! (1969) (rendező is)
- A karbonárik (1969)
- Jó megjelenésű ausztráliai feleséget keres (1971)
- Fogoly, ítéletre várva (1972)
- Fellini-Róma (1972)
- Életem legszebb estéje (1972)
- Kártyajáték olasz módra (1972)
- Csillagpor (1973) (rendező)
- Egy olasz pap New Yorkban (1973)
- Míg van háború, van remény (1974) (rendező is)
- Fura esetek (1975)
- A köz szemérme (1976)
- Egy egészen kicsi kispolgár (1977)
- Új szörnyetegek (1977)
- Hová mész nyaralni? (1978) (rendező)
- Forgalmi dugó (1978)
- Képzelt beteg (1980)
- Én és Caterina (1980) (rendező is)
- Vaskos tréfa (1981)
- Tudom, hogy tudod, hogy tudom (1982) (rendező is)
- Utazás a papával (1982) (rendező is)
- Taxis, ráadásul olasz (1983) (rendező is)
- Egy taxisofőr New Yorkban (1987) (rendező is)
- A független nép nevében (1990)
- A fösvény (1990)
- Karácsonyi vakáció (1991)
- Felmentve a cselekedet elkövetése alól (1992)
- Nestor utolsó útja (1994) (író, rendező is)
- Egy szegény fiú regénye (1995)
- Incontri proibiti (1998) (rendező is)

## Fordítás
- Ez a szócikk részben vagy egészben  az   Alberto Sordi című angol Wikipédia-szócikk fordításán alapul.  Az eredeti cikk szerkesztőit annak laptörténete sorolja fel. Ez a jelzés csupán a megfogalmazás eredetét és a szerzői jogokat jelzi, nem szolgál a cikkben szereplő információk forrásmegjelöléseként.